# Guerre de la noix de coco
La guerre de la noix de coco a été un bref affrontement entre les soldats de Papouasie-Nouvelle-Guinée et le mouvement sécessionniste d'Espiritu Santo peu avant et après la proclamation de l'indépendance de la République de Vanuatu le 30 juillet 1980.

## Contexte
Avant l'indépendance de Vanuatu, les îles étaient connues sous le nom de condominium des Nouvelles-Hébrides. Les Nouvelles-Hébrides étaient gouvernées par un condominium de la France et du Royaume-Uni. En 1980, la France et le Royaume-Uni sont convenus que le Vanuatu obtiendrait l'indépendance le 30 juillet 1980.
À partir de juin 1980, Jimmy Stevens, chef du mouvement Nagriamel, a dirigé un soulèvement contre les fonctionnaires coloniaux et les projets d'indépendance. Le soulèvement a duré environ 12 semaines. Les rebelles ont bloqué l'aéroport de Santo-Pekoa, détruit deux ponts et déclaré l'indépendance de l'île d'Espiritu Santo en tant qu'« État de Vemerana ». Stevens a été soutenu par des propriétaires fonciers francophones et par la Phoenix Foundation (en), une fondation commerciale américaine qui a soutenu la création d'un paradis fiscal libertaire aux Nouvelles-Hébrides.

## Confrontation
Le 8 juin 1980, le gouvernement des Nouvelles-Hébrides a demandé au Royaume-Uni et à la France d'envoyer des troupes pour réprimer une rébellion sur l'île d'Espiritu Santo. La France et le Royaume-Uni ont envoyé des troupes mais les Français ont refusé de leur permettre de prendre toute mesure efficace contre les rebelles. Alors que le jour de l'indépendance approchait, le premier ministre élu, Walter Lini, a demandé à la Papouasie-Nouvelle-Guinée si elle enverrait des troupes pour intervenir. Alors que les soldats de Papouasie-Nouvelle-Guinée commençaient à arriver à Espiritu Santo, la presse étrangère a commencé à qualifier les événements en cours de « guerre de la noix de coco ».
Cependant, la « guerre » a été brève et non conventionnelle. Les habitants d'Espiritu Santo ont généralement accueilli les Papou-néo-guinéens comme des compatriotes mélanésiens, même si certains de ces soldats se sont comportés avec une grande brutalité envers toute personne francophone sur l'île, passant les francophones à tabac. Les violences arbitraires et les vols commis contre des civils francophones par les soldats papou-néo-guinéens et par leurs adjoints de la Force mobile de Vanuatu (en) sont dénoncés par Amnesty International. Les partisans de Stevens n'étaient armés que d'arcs et de flèches, de pierres et de frondes. Il y a eu peu de victimes et la guerre a pris fin soudainement lorsqu'un véhicule transportant le fils de Stevens a franchi un barrage routier de Papouasie-Nouvelle-Guinée à la fin août 1980, les soldats ont ouvert le feu sur le véhicule, tuant le fils de Stevens. Peu de temps après, Jimmy Stevens s'est rendu, déclarant qu'il n'avait jamais voulu que quelqu'un soit blessé.
Lors du procès de Stevens, le soutien de la Phoenix Foundation au mouvement Nagriamel a été révélé. Il a également été révélé que le gouvernement français avait secrètement soutenu Stevens dans ses efforts. Stevens a été condamné à 14 ans de prison, il est resté en prison jusqu'en 1991.